# Boršt, Koper
Boršt este o localitate din comuna Koper, Slovenia, cu o populație de 103 locuitori.